# Chlorobalius
Chlorobalius is een geslacht van rechtvleugeligen uit de familie sabelsprinkhanen (Tettigoniidae). De wetenschappelijke naam van dit geslacht is voor het eerst geldig gepubliceerd in 1896 door Johann Gottlieb Otto Tepper.

## Soorten
Het geslacht Chlorobalius  is monotypisch en omvat slechts de volgende soort:
- Chlorobalius leucoviridis (Tepper, 1896)